# Ignacije Antiohijski
Ignacije Antiohijski (Sirija (rimska provincija), oko 35. - Rim, oko 107.), biskup Antiohije, svetac i mučenik.

## Životopis
Ne zna se ni mjesto ni datum rođenja, ali sigurno je da se rodio u poganskoj obitelji te zbog toga nije imao rimsko građanstvo, ali se kasnije obratio na kršćanstvo. Bio je treći biskup Antiohije u Siriji gdje je sv. Petar bio prvi biskup. Za progonstva u vrijeme cara Trajana je bio osuđen ad bestias. Dok su ga kao sužnja vodili u Rim da bude mučenik, susreo se s nekim crkvama i biskupima i u tom putovanju je napisao 7 poslanica. U poslanici Rimljanima preporučava braći te crkve da mu ne brane smrt i da ga ne liše mučeništva. Na kraju je umro u Rimu mučeničkom smrću oko 107. g. Pogubljen je u rimskom Koloseju, gdje je pred publikom bačen lavovima. Katolička Crkva slavi njegov spomendan kao biskupa i mučenika 17. listopada, Pravoslavna Crkva 20. prosinca.

## Djela
Ignacije je napisao 7 poslanica na svom putovanju do Rima:
1. Efežanima
2. Magnežanima
3. Tralcima
4. Rimljanima
5. Filadelfljanima
6. Smirnjanima
7. Polikarpu

Prve 4 poslanice je napisao iz Smirne i zadnje 3 kad je bio doveden u Troadu.
U tim poslanicama Ignacije je poticao braću da služe Bogu u zajednišvu s biskupima i da mu ne sprečavaju da bude ubijen kao žrtva za Krista. Ovo se vrlo dobro vidi u poslanici koju je napisao zajednici u Rimu. Također ohrabruje braću ovih zajednica da izbjegavaju grijeh, da se čuvaju od gnosticizma i na poseban način da čuvaju jedinstvo Crkve.

## Nauk
Poznaje se Ignacijev nauk preko njegovih poslanica. Može se podijeliti njegovo učenje na ovaj način:

### Kristologija
Ignacije je prvi starokršćanski izvankanonski pisac koji se izričito suočava s herezama. On brani kristološki nauk jednostavnim načinu: slijedeći evanđelje. Napisao je jednu dobru kristološku sintezu u svojoj poslanici Tralcima gdje je sažet pravi nauk o Isusu Kristu:
Budite gluhi kad vam netko govori nešto što je izvan Isusa Krista, onoga koji je iz roda Davidova, onoga koji je iz Marije, koji se odistinski rodio, jeo i pio, odista bio progonjen pod Poncijem Pilatom, odistinski bio razapet na križ i umro, pred licem nebesnika i zemnika i podzemnika; koji je također odistinski bio uskrišen od mrtvih, jer ga je uskrisio Otac Njegov, koji će po sličnosti uskrisiti tako i nas koji njemu vjerujemo, Otac njegov, u Kristu Isusu, izvan kojega nemamo istinskog življenja. (Tral. 9, 1-2)

### Ekleziologija
Ignacije prvi put upotrebljava termin Katolička Crkva u smislu jedne opće Crkve (Smir 8,2). Ova opća Crkva nije samo mistično tijelo Kristovo vezano vjerom i ljubavlju s Kristom, nego je i vidljiva organizacija u kojoj rimska Crkva zauzima prvo mjesto. Također nabraja i posebne hijerarhijske stupnjeve Crkve: episkopat, prezbiterat i đakonat.

### Teologija
Ignacijeva teologija nije individualno spekulativna, nego je sva u službi ekleziologije. Tako je i njegovo poimanje duhovnog života koja je sva u imanentnoj eklezijalnoj mistici. Ignacijeva mistika bitno ide kroz liturgiju, posebno kroz Euharistiju koja je središnji čin Crkve kao zajednice. Nema euharistije bez jedinstva s biskupom. Zbog toga Ignacijeva duhovnost raste kroz ostvarivanje Crkve.
Ovaj apostolski otac brani nauk Crkve u teološkim problemima, osobito u Aziji protiv gnostičke sekte doketa. Protiv onih koji su poricali da je Krist uzeo pravo čovječje tijelo, Ignacije uči da je Isus “rođen i nerođeni” od Marije i Boga (Efež 7,2).
Što se tiče euharistije, Ignacije naglašava da je ona prava hrana i piće, tijelo trpećeg Isusa Krista “sarx Xristou pathousa”.

## Vanjske povezice
- Kateheza pape Benedikta XVI. o Ignaciju Antiohijskom